# Niagara-Bewegung

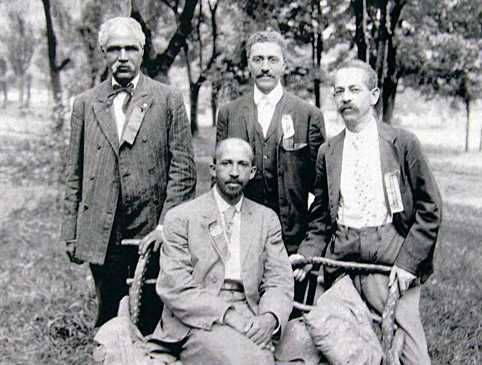
Führer der Niagara-Bewegung 1906: (sitzend) W. E. B. Du Bois, (stehend von links) J. R. Clifford, L. M. Hershaw und F. H. M. Murray

Die Niagara-Bewegung (englisch Niagara Movement) wurde 1905 gegründet, als sich eine Gruppe von 29 afroamerikanischen Männern unter der Leitung von W. E. B. Du Bois und William Monroe Trotter traf, um volle bürgerliche Freiheiten, ein Ende der rassistischen Diskriminierung (Segregation) und die volle „Anerkennung der Bande, die alle Menschen verbinden“, zu verlangen.

## Geschichte
Das gegenüber Außenstehenden geheim gehaltene Treffen, aus dem die Niagara-Bewegung entstand, fand vom 11. bis zum 14. Juli 1905 statt. Der Tagungsort war das Erie Beach Hotel in Fort Erie, Ontario, unweit der Niagarafälle, die der Bewegung den Namen gab. Denn nur auf der kanadischen Seite der Grenze war man bereit, eine größere Zahl von Schwarzen als Hotelgäste aufzunehmen. Zu den 29 Teilnehmern aus 14 Bundesstaaten der USA gehörten:
- Jesse Max Barber, Redakteur der Zeitschrift The Voice of the Negro
- James Robert Lincoln Diggs, Soziologe
- W. E. B. Du Bois
- William Henry Harrison Hart, Professor für Strafrecht
- Alonzo Herndon, Unternehmer und einer der ersten afroamerikanischen Millionäre
- Lafayette Hershaw, Schulleiter, Journalist und hoher Beamter im US-Innenministerium
- John Hope, Pädagoge, der engste Freund von W. E. B. Du Bois[3]
- Frederick McGhee, Strafrechtsverteidiger
- George Frazier Miller, Pfarrer und Sozialist
- Clement Garnett Morgan, Rechtsanwalt
- Freeman Henry Morris Murray, Journalist
- William Henry Scott, baptistischer Pfarrer
- Harry Clay Smith, Herausgeber der Cleveland Gazette, Vorkämpfer für die Gesetze gegen die Lynchjustiz und Komponist
- Harvey A. Thompson, Geschäftsmann in Chicago
- William Monroe Trotter, Herausgeber des Boston Guardian und Immobilienkaufmann

Die Teilnehmer beschlossen eine von W. E. B. Du Bois und William Monroe Trotter entworfene Grundsatzerklärung („Niagara Movement Declaration of Principles“). Darin wird die Philosophie der Bewegung skizziert und in acht Punkten ein politisches Programm entwickelt, um rassische Ungleichheit in den Vereinigten Staaten anzuprangern und zu überwinden. Die Bewegung erteilte der Anpassungspolitik von Booker T. Washington, die dieser in seiner „Atlanta-Compromise“-Rede aus dem Jahr 1895 dargelegt hatte, eine Absage.
Das zweite Treffen der Niagara-Bewegung fand in Harpers Ferry in West Virginia statt, wo der Überfall des Abolitionisten John Brown stattgefunden hatte. Es folgten Versammlungen in der Faneuil Hall in Boston, Massachusetts (1907); Oberlin, Ohio (1908); und Sea Isle City, N.J. (1909). Danach bereiteten Unstimmigkeiten untereinander und fehlende Finanzmittel der Bewegung ein Ende. Dennoch war die Niagara-Bewegung ein wichtiger Meilenstein in der afroamerikanischen Geschichte.
Aus der Niagara-Bewegung entstand 1909 die National Association for the Advancement of Colored People (NAACP).